# Cristina Comencini
Pour les articles homonymes, voir Comencini.
Cristina Comencini est une réalisatrice, scénariste et écrivaine italienne, née le 8 mai 1956 à Rome.

## Biographie
Née à Rome en 1956, elle est la fille du réalisateur Luigi Comencini. Elle a étudié comme sa sœur Francesca au lycée Chateaubriand, le lycée français de Rome,. En 1978, elle obtient une licence en économie et commerce à l'université Sapienza de Rome, sous la direction de Mario Tiberi, après avoir suivi les cours de Federico Caffè, mais elle est en réalité attirée par le monde du spectacle, dans lequel son père l'avait déjà introduite dès son plus jeune âge. En effet, elle débute comme actrice en 1969 dans le film de son père Casanova, un adolescent à Venise et, en tant que coscénariste, pour le téléfilm Il matrimonio di Caterina (1982) avec Massimo Patrizi. Elle a ensuite travaillé avec son père toujours, pour la mini-série télévisée Cuore en 1984, dans laquelle son fils, Carlo Calenda, âgé de 11 ans (qui deviendra plus tard un homme politique), a également joué un rôle mineur, et pour la mini-série télévisée La Storia en 1986, avec Suso Cecchi D'Amico. Elle a également travaillé avec Ennio De Concini dans Quattro storie di donne, une autre mini-série réalisée par Franco Giraldi, entre autres (1989).
Elle fait ses débuts de réalisatrice en 1988 avec le film Zoo, l'appel de la nuit, puis son père lui donne la possibilité de scénariser son film Joyeux Noël, bonne année (1989). Elle réalise ensuite Les Amusements de la vie privée (1990), La fin est connue (1993, d'après le roman de Geoffrey Holiday Hall), Va où ton cœur te porte (1996, d'après le best-seller de Susanna Tamaro ; Globe d'or et Ruban d'argent à l'actrice Virna Lisi), Le Plus Beau Jour de ma vie (2002) et La Bête dans le cœur (2005). Ce dernier film a été nommé aux Oscars 2006, dans la catégorie du meilleur film en langue étrangère, après que le film Private de Saverio Costanzo, initialement nommé pour l'Italie, a été rejeté par l'Académie des Oscars parce qu'il avait été tourné dans une langue autre que l'italien.
Comencini s'est également consacrée à la littérature de fiction et a publié les romans suivants : Le pagine strappate (1991), traduit en français chez Verdier sous le titre Les Pages arrachées et lauréat du prix Rapallo Carige section Opera Prima en 1992 et du prix Air Inter en 1995 ; Passione di famiglia (1994), traduit en français sous le titre Passion de famille ; Il cappotto del turco (1997), lauréat du prix national Alghero Donna di Letteratura e Giornalismo ; Matrioska (2002), finaliste du prix littéraire Chianti 2003 ; La bestia nel cuore (2004), traduit La Bête dans le cœur en français et adapté ensuite au cinéma ; L'illusione del bene (2007), finaliste en 2008 du prix Bergame et du prix Strega ; Lucy (2013), lauréat du prix Cortina d'Ampezzo et du prix Procida-Isola di Arturo-Elsa Morante ; Essere vivi (2016), traduit Être en vie chez Stock et lauréat du prix Cesare Pavese et du prix Tropea.
En 2004, elle a également participé à la fondation de l'association culturelle Artisti Uniti avec Piero Maccarinelli, Carol Levi, Riccardo Tozzi, Carlo Degli Esposti, Roberto Cicutto et Tilde Corsi, dans le but de promouvoir et de réaliser des initiatives théâtrales.
Auparavant, elle avait écrit des pièces de théâtre : La traviata, en 2000, qui modernise l'opéra de Verdi. Puis Due partite, une comédie en deux actes écrite pour quatre interprètes féminines, mise en scène en 2006 au Teatro Valle de Rome et reprise avec succès dans toute l'Italie. Le film du même nom d'Enzo Monteleone, sorti en 2009, a également été réalisé à partir de la version théâtrale. Une autre de ses pièces est Est-Ovest, également de 2009. Elle revient sur les planches en 2013 avec La Scena, une pièce mettant en scène le trio Angela Finocchiaro, Maria Amelia Monti et Stefano Annoni, avec des décors et des costumes conçus par sa sœur Paola Comencini.
En mars 2023, elle annonce qu'elle réalise un film adapté du roman Il treno dei bambini (it), le succès d'édition de Viola Ardone, lui-même inspiré des trains du bonheur organisé par le Parti communiste italien entre le Sud et le Nord de l'Italie entre 1946 et 1952. Le film, produit par Palomar pour Netflix Italia, met en scène Barbara Ronchi, Serena Rossi et Stefano Accorsi.

### Vie privée
Cristina Comencini est la sœur de Paola, Eleonora et Francesca, et elle a trois enfants. Elle a d'abord épousé le journaliste et écrivain Fabio Calenda, avec lequel elle a eu une fille, Giulia Calenda, scénariste, et un fils Carlo Calenda, né alors qu'elle n'avait pas encore 17 ans. Carlo a joué à l'âge de 10 ans dans la mini-série télévisée Cuore sous la direction de son grand-père Luigi Comencini, puis a poursuivi à l'âge adulte une carrière de chef d'entreprise et d'homme politique, dans le Parti démocrate puis le parti social-libéral Action. Cristina Comencini a ensuite été mariée au producteur Riccardo Tozzi jusqu'en 2016, avec lequel elle a eu son fils Luigi Tozzi, musicien et producteur.

### Engagements militants et politiques
De 1969 à 1973, elle milite au sein de Lotta continua.
Traditionnellement engagée en faveur des droits civils et de l'égalité des sexes, elle participe le 13 février 2011 à la manifestation « Se non ora, quando? » pour le respect et la dignité des femmes, après l'affaire Ruby, à laquelle participent un million de femmes sur les places italiennes.
Le 17 mai de la même année, elle intervient lors de la manifestation de Piazza Navona contre l'homophobie et en faveur du projet de loi visant à introduire l'homophobie comme circonstance aggravante pour les délits d'agression.
Elle collabore occasionnellement à La Repubblica, en particulier sur les questions relatives à l'égalité des sexes et à la violence à l'égard des femmes.

## Filmographie

### Réalisatrice et scénariste
- 1989 : Zoo, l'appel de la nuit (Zoo)
- 1990 : Les Amusements de la vie privée (I divertimenti della vita privata)
- 1993 : La fin est connue (La fine è nota)
- 1996 : Va où ton cœur te porte (Va' dove ti porta il cuore)
- 1998 : Matrimoni
- 2000 : Libérez les poissons (Liberate i pesci!)
- 2002 : Le Plus Beau Jour de ma vie (Il più bel giorno della mia vita)
- 2005 : La Bête dans le cœur (La bestia nel cuore)
- 2007 : Il nostro Rwanda (moyen métrage documentaire)
- 2008 : Bianco e nero
- 2011 : Quando la notte
- 2015 : Latin Lover
- 2016 : Qualcosa di nuovo
- 2018 : Sex Story coréalisé avec Roberto Moroni
- 2019 : Tornare
- 2024 : Le Train des enfants (Il treno dei bambini)

### Réalisatrice (uniquement)
- 1996 : Ritratti d'autore (série télévisée), épisode Mario Monicelli
- 1998 : L'Ultima volta (documentaire télévisé)
- 2001 : Un altro mondo è possibile (collectif)
- 2012 : Un giorno speciale

### Scénariste (uniquement)
- 1984 : Cuore de Luigi Comencini
- 1986 : La Storia de Luigi Comencini
- 1989 : Joyeux Noël, bonne année (Buon Natale… buon anno), de Luigi Comencini
- 2009 : Due partite d'Enzo Monteleone
- 2010 : La donna della mia vita de Luca Lucini
- 2017 : Di padre in figlia de Riccardo Milani (mini-série télévisée)
- 2025 : Le assaggiatrici de Silvio Soldini

### Actrice
- 1969 : Casanova, un adolescent à Venise (Infanzia, vocazione e prime esperienze di Giacomo Casanova, veneziano) de Luigi Comencini : Angela

## Publications
- Les Pages arrachées (Verdier, 1994)
- Passion de famille (Verdier, 1997)
- Sœurs (Verdier, 1999)
- Matriochka (Verdier, 2002)
- La Bête dans le cœur (Denoël, 2007)
- Quand la nuit (Grasset & Fasquelle, 2011)
- Lucy (Grasset & Fasquelle, 2015)
- Être en vie (Stock, 2016)
- Quatre amours (Stock, 2020)
- L'Autre Femme (Stock, 2022)
- Hors-Champ (Stock, 2024)